# Bangkonol
Bangkonol is een bestuurslaag in het regentschap Pandeglang van de provincie Banten, Indonesië. Bangkonol telt 2212 inwoners (volkstelling 2010).